# Rally van Argentinië 2001
De Rally van Argentinië 2001, formeel 21º Rally Argentina, was de 21e editie van de Rally van Argentinië en de vijfde ronde van het wereldkampioenschap rally in 2001. Het was de 339e rally in het wereldkampioenschap rally die georganiseerd wordt door de Fédération Internationale de l'Automobile (FIA). De start en finish was in Córdoba.

## Verslag
Na een zeer ongelukkige seizoensstart waarin hij nog geen enkel punt had weten te scoren, wist Colin McRae in Argentinië met een overtuigende zege voor het eerst een slag te slaan in het kampioenschap. McRae nam gelijk het initiatief met een dominant optreden tijdens de openingsetappe. Richard Burns was zijn naaste belager, maar hij incasseerde het gros van zijn tijdsverlies vooral in diezelfde openingsfase, onder meer door een spin. Vanaf de tweede etappe verkleinde hij zijn achterstand gestaag op McRae, die echter in het slot van de wedstrijd zijn voorsprong met een paar scherpe tijden consolideerde en Burns liet stranden op de runner-up spot. Ondanks de last van een rugblessure opgelopen voorafgaand aan het evenement, wist Carlos Sainz op een derde plaats opnieuw het podium te bereiken, maar liep daarbij maar minimaal in op Tommi Mäkinen die vierde zou eindigen.

## Programma
| Etappe | Datum                        | Klassementsproeven | Competitieve afstand |
| ------ | ---------------------------- | ------------------ | -------------------- |
| 1      | Donderdag 3 en vrijdag 4 mei | 8                  | 150,59 kilometer     |
| 2      | Zaterdag 24 maart            | 7                  | 120,43 kilometer     |
| 3      | Zondag 25 maart              | 6                  | 118,56 kilometer     |
|        |                              |                    |                      |
| Totaal | Totaal                       | 21                 | 389,58 kilometer     |

## Resultaten
| Algemene top tien | Algemene top tien | Algemene top tien  | Algemene top tien            | Algemene top tien | Algemene top tien | Algemene top tien            | Algemene top tien            |
| Pos.              | #                 | Rijder             | Auto                         | Gr/kl             | Tijd              | Eerste                       | Punten                       |
| Pos.              | #                 | Navigator          | Inschrijving                 | C                 | Straftijd         | Vorige                       | Punten                       |
| ----------------- | ----------------- | ------------------ | ---------------------------- | ----------------- | ----------------- | ---------------------------- | ---------------------------- |
| 1.                | 4                 | Colin McRae        | Ford Focus RS WRC 01         | A8                | 4:18:25,3         | 0:00                         | 10                           |
| 1.                | 4                 | Nicky Grist        | Ford Motor Co Ltd.           | C                 |                   | =                            | 10                           |
| 2.                | 5                 | Richard Burns      | Subaru Impreza S7 WRC 01     | A8                | 4:18:52,2         | + 26,9                       | 6                            |
| 2.                | 5                 | Robert Reid        | Subaru World Rally Team      | C                 |                   | + 26,9                       | 6                            |
| 3.                | 3                 | Carlos Sainz       | Ford Focus RS WRC 01         | A8                | 4:20:11,7         | + 1:46,4                     | 4                            |
| 3.                | 3                 | Luís Moya          | Ford Motor Co Ltd.           | C                 |                   | + 1:19,5                     | 4                            |
| 4.                | 7                 | Tommi Mäkinen      | Mitsubishi Lancer Evo 6.5    | A8                | 4:21:37,9         | + 3:12,6                     | 3                            |
| 4.                | 7                 | Risto Mannisenmäki | Marlboro Mitsubishi Ralliart | C                 |                   | + 1:26,2                     | 3                            |
| 5.                | 6                 | Petter Solberg     | Subaru Impreza S7 WRC 01     | A8                | 4:22:12,3         | + 3:47,0                     | 2                            |
| 5.                | 6                 | Phil Mills         | Subaru World Rally Team      | C                 |                   | + 34,4                       | 2                            |
| 6.                | 8                 | Freddy Loix        | Mitsubishi Carisma GT Evo VI | A8                | 4:24:05,4         | + 5:40,1                     | 1                            |
| 6.                | 8                 | Sven Smeets        | Marlboro Mitsubishi Ralliart | C                 |                   | + 1:53,1                     | 1                            |
| 7.                | 17                | François Delecour  | Ford Focus RS WRC 01         | A8                | 4:24:36,2         | + 6:10,9                     |                              |
| 7.                | 17                | Daniel Grataloup   | Ford Motor Co Ltd.           | A8                |                   | + 30,8                       |                              |
| 8.                | 18                | Toshi Arai         | Subaru Impreza S7 WRC 01     | A8                | 4:29:21,0         | + 10:55,7                    |                              |
| 8.                | 18                | Glenn MacNeall     | Subaru World Rally Team      | A8                |                   | + 4:44,8                     |                              |
| 9.                | 10                | Alister McRae      | Hyundai Accent WRC2          | A8                | 4:32:24,2         | + 13:58,9                    |                              |
| 9.                | 10                | David Senior       | Hyundai Castrol WRT          | C                 | 1:00              | + 3:03,2                     |                              |
| 10.               | 21                | Gabriel Pozzo      | Mitsubishi Lancer Evo VI     | N4                | 4:38:40,4         | + 20:15,1                    |                              |
| 10.               | 21                | Daniel Stillo      | Top Run                      | N4                | 0:20              | + 6:16,2                     |                              |
| DNF top tien      |                   |                    |                              |                   |                   |                              |                              |
| Pos.              | #                 | Rijder             | Auto                         | Gr/kl             | KP                | Reden                        | Reden                        |
| Pos.              | #                 | Navigator          | Inschrijving                 | C                 | KP                | Reden                        | Reden                        |
| DNF               | 1                 | Marcus Grönholm    | Peugeot 206 WRC              | A8                | 18                | Koppeling                    | Koppeling                    |
| DNF               | 1                 | Timo Rautiainen    | Peugeot Total                | C                 | 18                | Koppeling                    | Koppeling                    |
| DNF               | 2                 | Didier Auriol      | Peugeot 206 WRC              | A8                | 20                | Wielophanging                | Wielophanging                |
| DNF               | 2                 | Denis Giraudet     | Peugeot Total                | C                 | 20                | Wielophanging                | Wielophanging                |
| DNF               | 9                 | Kenneth Eriksson   | Hyundai Accent WRC2          | A8                | 20                | Wiel afgebroken              | Wiel afgebroken              |
| DNF               | 9                 | Staffan Parmander  | Hyundai Castrol WRT          | C                 | 20                | Wiel afgebroken              | Wiel afgebroken              |
| DNF               | 11                | Armin Schwarz      | Škoda Octavia WRC Evo 2      | A8                | 11                | Ongeluk op verbindingsroute* | Ongeluk op verbindingsroute* |
| DNF               | 11                | Manfred Hiemer     | Škoda Motorsport             | C                 | 11                | Ongeluk op verbindingsroute* | Ongeluk op verbindingsroute* |
| DNF               | 12                | Bruno Thiry        | Škoda Octavia WRC Evo 2      | A8                | 11                | Ongeluk op verbindingsroute* | Ongeluk op verbindingsroute* |
| DNF               | 12                | Stéphane Prévot    | Škoda Motorsport             | C                 | 11                | Ongeluk op verbindingsroute* | Ongeluk op verbindingsroute* |
| DNF               | 16                | Harri Rovanperä    | Peugeot 206 WRC              | A8                | 7                 | Wielophanging                | Wielophanging                |
| DNF               | 16                | Risto Pietiläinen  | Peugeot Total                | A8                | 7                 | Wielophanging                | Wielophanging                |
| DNF               | 19                | Marc Blázquez      | Seat Córdoba WRC E3          | A8                | 6                 | Mechanisch                   | Mechanisch                   |
| DNF               | 19                | Jordi Mercader     | Seat Sport                   | A8                | 6                 | Mechanisch                   | Mechanisch                   |
| DNF               | 22                | Marcos Ligato      | Mitsubishi Lancer Evo VI     | N4                | 21                | Versnellingsbak              | Versnellingsbak              |
| DNF               | 22                | Rubén García       | Top Run                      | N4                | 21                | Versnellingsbak              | Versnellingsbak              |
| DNF               | 23                | Stig Blomqvist     | Mitsubishi Lancer Evo VI     | N4                | 4                 | Mechanisch                   | Mechanisch                   |
| DNF               | 23                | Ana Goñi           | David Sutton Cars Ltd.       | N4                | 4                 | Mechanisch                   | Mechanisch                   |
| DNF               | 22                | Claudio Menzi      | Subaru Impreza 555           | N4                | 6                 | Mechanisch                   | Mechanisch                   |
| DNF               | 22                | Santiago García    | Claudio Menzi                | N4                | 6                 | Mechanisch                   | Mechanisch                   |

| PWRC top drie | PWRC top drie   | PWRC top drie |
| Pos.          | Rijder          | Pnt.          |
| ------------- | --------------- | ------------- |
| 1             | Gabriel Pozzo   | 10            |
| 2             | Gustavo Trelles | 6             |
| 3             | Roberto Sanchez | 4             |

* Škoda-rijders Armin Schwarz en Bruno Thiry moesten opgeven toen een brandweerauto tijdens een hergroepering in botsing kwam met de twee geparkeerde Škoda's.

## Statistieken

#### Klassementsproeven
| Etappe | Datum | KP | Starttijd | Naam                           | Lengte   | Snelste rijder  | Tijd    | Gem. snelheid | Rallyleider |
| ------ | ----- | -- | --------- | ------------------------------ | -------- | --------------- | ------- | ------------- | ----------- |
| 1      | 3 mei | 1  | 19:15     | Complejo Pro Racing Lane A     | 3,44 km  | Colin McRae     | 2:27,9  | 83,73 km/u    | Colin McRae |
| 1      | 3 mei | 2  | 19:20     | Complejo Pro Racing Lane B     | 3,44 km  | Colin McRae     | 2:25,1  | 85,35 km/u    | Colin McRae |
| 1      | 4 mei | 3  | 9:22      | La Falda                       | 29,96 km | Colin McRae     | 22:34,1 | 79,65 km/u    | Colin McRae |
| 1      | 4 mei | 4  | 10:40     | Ascochinga 1                   | 28,83 km | Colin McRae     | 18:39,9 | 92,68 km/u    | Colin McRae |
| 1      | 4 mei | 5  | 12:08     | Capilla del Monte              | 23,02 km | Colin McRae     | 17:09,1 | 80,53 km/u    | Colin McRae |
| 1      | 4 mei | 6  | 12:39     | San Marcos Sierra              | 9,61 km  | Richard Burns   | 6:33,6  | 87,90 km/u    | Colin McRae |
| 1      | 4 mei | 7  | 14:15     | La Cumbre                      | 23,46 km | Carlos Sainz    | 19:45,8 | 71,22 km/u    | Colin McRae |
| 1      | 4 mei | 8  | 15:18     | Ascochinga 2                   | 28,83 km | Colin McRae     | 18:24,1 | 93,99 km/u    | Colin McRae |
|        |       |    |           |                                |          |                 |         |               | Colin McRae |
| 2      | 5 mei | 9  | 9:13      | Santa Rosa de la Calamuchita 1 | 26,10 km | Richard Burns   | 15:22,6 | 101,84 km/u   | Colin McRae |
| 2      | 5 mei | 10 | 9:59      | San Agustin                    | 12,65 km | Colin McRae     | 9:19,2  | 81,44 km/u    | Colin McRae |
| 2      | 5 mei | 11 | 10:57     | Amboy 1                        | 17,48 km | Richard Burns   | 9:13,6  | 113,67 km/u   | Colin McRae |
| 2      | 5 mei | 12 | 12:16     | Santa Rosa de la Calamuchita 2 | 26,10 km | Richard Burns   | 15:10,4 | 103,21 km/u   | Colin McRae |
| 2      | 5 mei | 13 | 12:59     | Las Bajadas                    | 16,42 km | Richard Burns   | 8:48,3  | 111,89 km/u   | Colin McRae |
| 2      | 5 mei | 14 | 13:42     | Amboy 2                        | 17,48 km | Richard Burns   | 9:09,2  | 114,58 km/u   | Colin McRae |
| 2      | 5 mei | 15 | 16:18     | Camping General San Martin     | 4,20 km  | Tommi Mäkinen   | 3:04,1  | 82,13 km/u    | Colin McRae |
|        |       |    |           |                                |          |                 |         |               | Colin McRae |
| 3      | 6 mei | 16 | 9:06      | Cura Brochero                  | 13,63 km | Tommi Mäkinen   | 6:43,1  | 121,73 km/u   | Colin McRae |
| 3      | 6 mei | 17 | 9:47      | El Mirador 1                   | 20,65 km | Marcus Grönholm | 11:29,5 | 107,82 km/u   | Colin McRae |
| 3      | 6 mei | 18 | 11:21     | Chamico                        | 24,60 km | Richard Burns   | 17:50,4 | 82,74 km/u    | Colin McRae |
| 3      | 6 mei | 19 | 12:05     | El Mirador 2                   | 20,65 km | Richard Burns   | 11:25,3 | 108,48 km/u   | Colin McRae |
| 3      | 6 mei | 20 | 13:48     | Mina Clavero                   | 22,26 km | Colin McRae     | 18:06,4 | 73,76 km/u    | Colin McRae |
| 3      | 6 mei | 21 | 14:35     | El Condor                      | 16,77 km | Colin McRae     | 13:50,3 | 72,71 km/u    | Colin McRae |

| KP overwinningen | KP overwinningen |
| Rijder           | Aantal           |
| ---------------- | ---------------- |
| Colin McRae      | 9                |
| Richard Burns    | 8                |
| Tommi Mäkinen    | 2                |
| Marcus Grönholm  | 1                |
| Carlos Sainz     | 1                |

## Kampioenschap standen

#### Rijders
|    | Pos. | Rijder          | Pnt. |
| -- | ---- | --------------- | ---- |
| =  | 1    | Tommi Mäkinen   | 27   |
| =  | 2    | Carlos Sainz    | 22   |
| =  | 3    | Harri Rovanperä | 10   |
| =  | 4    | Didier Auriol   | 10   |
| 10 | 5    | Colin McRae     | 10   |

#### Constructeurs
|   | Pos. | Constructeur                 | Pnt. |
| - | ---- | ---------------------------- | ---- |
| = | 1    | Marlboro Mitsubishi Ralliart | 44   |
| = | 2    | Ford Motor Co Ltd.           | 36   |
| = | 3    | Peugeot Total                | 20   |
| = | 4    | Subaru World Rally Team      | 16   |
| = | 5    | Hyundai Castrol WRT          | 8    |

- Noot: Enkel de top 5-posities worden in beide standen weergegeven.